# Wojciech Ostrowski (ekonomista)
Wojciech Ostrowski (ur. 5 stycznia 1949 w Warszawie) – polski ekonomista, działacz opozycji w Polskiej Rzeczypospolitej Ludowej.

## Życiorys
W latach 1970–1975 studiował ekonomię na Uniwersytecie Warszawskim. Od 1972 był członkiem warszawskiego Klubu Inteligencji Katolickiej, w latach 1973–1975 działał w Sekcji Kultury KIK. W 1975 podpisał jeden z protestów przeciwko zmianie konstytucji PRL. Od września 1976 współpracownik Komitetu Obrony Robotników, uczestniczył w pomocy dla robotników Radomia, wspierał początki niezależnego ruchu studenckiego w Krakowie. Został aresztowany w maju 1977, zwolniony na mocy amnestii w lipcu tegoż roku. We wrześniu 1977 podpisał Deklarację Ruchu Demokratycznego, był współpracownikiem Komitetu Samoobrony Społecznej „KOR”, m.in. jego Biura Interwencyjnego. W styczniu 1978 został członkiem założycielem Towarzystwa Kursów Naukowych, od sierpnia 1980 był sekretarzem Rady Programowej TKN. Na początku stanu wojennego ukrywał się. W lutym 1982 został internowany, a po kilku miesiącach zwolniony z uwagi na zły stan zdrowia. W latach 1982–1990 przebywał na emigracji we Francji, USA i Szwajcarii.
Po powrocie do Polski pracował m.in. jako dyrektor Biura Studiów i Analiz Senatu RP (1990–1991), doradca ministra spraw zagranicznych (1991–1994), członek Polskiej Rady Ruchu Europejskiego i zarządu Fundacji Polska w Europie (1994–1998), a od 1998 jako radca Stałego Przedstawicielstwa RP przy Wspólnotach Europejskich w Brukseli. Następnie był m.in. dyrektorem sekretariatu Minister Spraw Zagranicznych Anny Fotygi. Od 2008 do 2013 był Stałym Przedstawicielem Rzeczypospolitej Polskiej przy FAO, rezydującym w Rzymie.
W 2006 w związku ze swoją działalnością opozycyjną został odznaczony Krzyżem Oficerskim Orderu Odrodzenia Polski.